# Анна фон Брауншвайг-Волфенбютел (1460–1520)
Вижте пояснителната страница за други личности с името Анна фон Брауншвайг-Волфенбютел.
Анна фон Брауншвайг-Волфенбютел (на немски: Anna von Braunschweig-Wolfenbüttel; * ок. 1460; † 16 май 1520 във Вормс) от род Велфи е принцеса от Брауншвайг-Волфенбютел и чрез женитба ландграфиня на Ландграфство Хесен (1488 – 1493).
Тя е дъщеря на херцог Вилхелм II „Млади“ фон Брауншвайг-Каленберг-Гьотинген-Волфенбютел (1425 – 1503) и съпругата му графиня Елизабет фон Щолберг-Вернигероде (1428 – 1520/1521), дъщеря на граф Бото фон Щолберг Стари († 1455) и графиня Анна фон Шварцбург-Бланкенбург († 1481). По-голяма сестра е на Хайнрих I (1463 – 1514) и Ерих I (1470 – 1540).
Анна се сгодява 1482 г. и се омъжва на 17 февруари 1488 г. за ландграф Вилхелм I „Стари“ фон Хесен (* 4 юли 1466, † 8 февруари 1515), който се разболява и дава на 3 юни 1493 г. управлението на брат си Вилхелм II, оттегля се в дворец Шпангенберг, където умира през 1515 г. Анна напуска страната и умира през 1520 г. във Вормс, където е погребана в манастир Св. Андреас.

## Деца
Анна и Вилхелм I „Стари“ фон Хесен имат пет дъщери::
- Матилда (1489 – 1493)
- Мехтхилд (1490 – 1558), 1500 – 1526 монахиня в манастир Вайсенщайн при Касел, омъжена 1527 за граф Конрад фон Текленбург-Шверин (1493 – 1557)
- Анна (1491 – 1513), монахиня в манастир Ахнаберг при Касел
- Катарина (1495 – 1525), омъжена 1511 за граф Адам фон Байхлинген († 1538)
- Елизабет (1503 – 1563), омъжена I. 1525 за пфалцграф Лудвиг II фон Цвайбрюкен и Велденц (1502 – 1532), II. 1541 за пфалцграф Георг фон Зимерн (1518 – 1569)